# V376 Большой Медведицы
V376 Большой Медведицы (лат. V376 Ursae Majoris) — одиночная переменная звезда в созвездии Большой Медведицы на расстоянии приблизительно 1722 световых лет (около 528 парсеков) от Солнца. Видимая звёздная величина звезды — от +12,55m до +12,2m.

## Характеристики
V376 Большой Медведицы — эруптивная переменная звезда типа RS Гончих Псов (RS:).